# Грос Волштет
Грос Волштет (њем. Groß Vollstedt) општина је у њемачкој савезној држави Шлезвиг-Холштајн. Једно је од 165 општинских средишта округа Рендсбург. Према процјени из 2010. у општини је живјело 969 становника. Посједује регионалну шифру (AGS) 1058065.

## Географски и демографски подаци
Грос Волштет се налази у савезној држави Шлезвиг-Холштајн у округу Рендсбург. Општина се налази на надморској висини од 24 метра. Површина општине износи 9,0 km². У самом мјесту је, према процјени из 2010. године, живјело 969 становника. Просјечна густина становништва износи 107 становника/km².